# Oblast de Transcarpatie

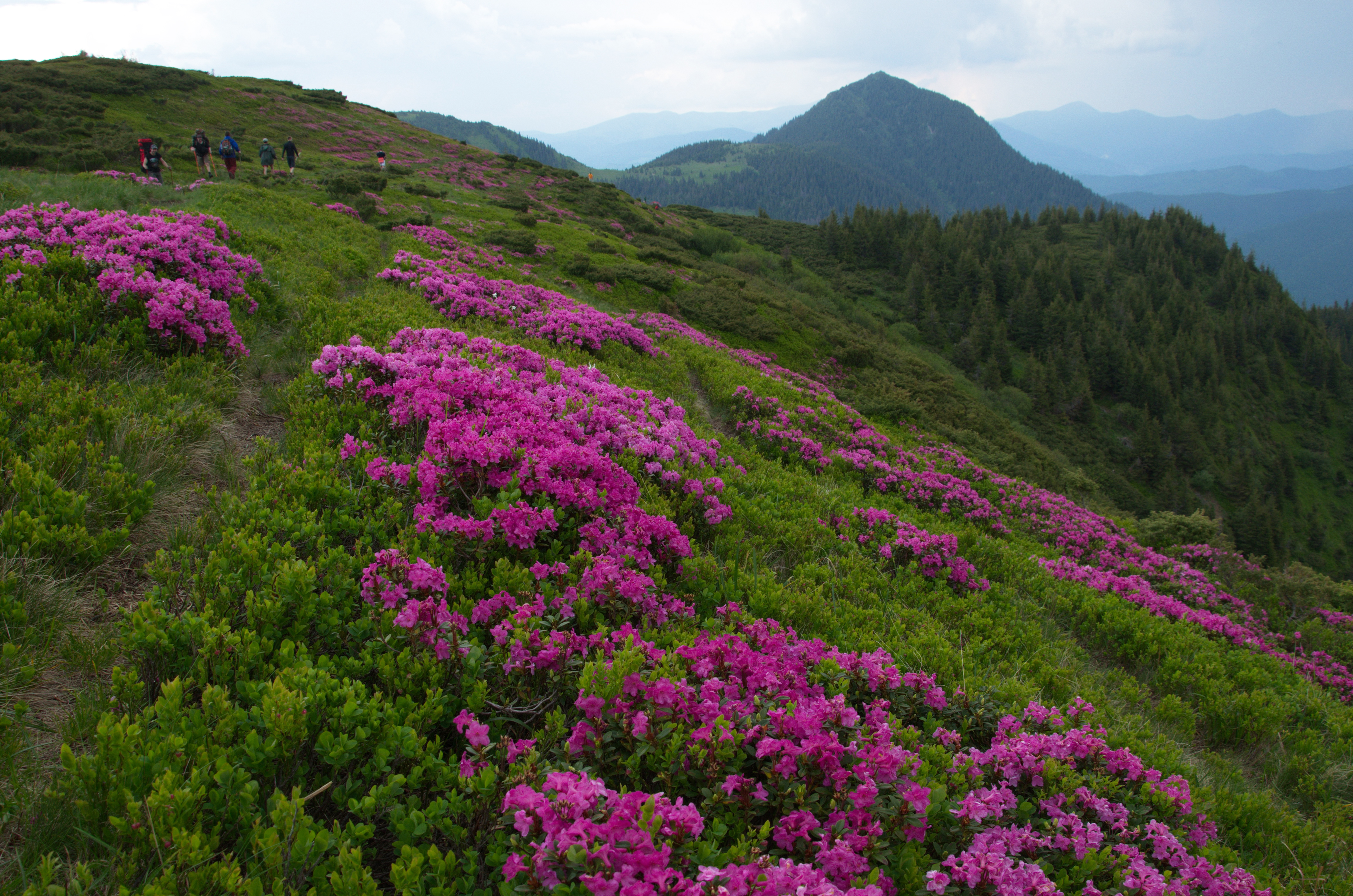
Mont Pietros, dans les Carpates.

L’oblast de Transcarpatie (en ukrainien : Закарпатська область, Zakarpats’ka oblast’, aussi romanisé Zakarpattya, en hongrois : Kárpátalja) est une subdivision administrative de l'Ukraine. Sa capitale est la ville d'Oujhorod. L'oblast compte 1,3 million d'habitants en 2021.

## Géographie

### Situation
L'oblast de Transcarpatie, situé à l'extrême-ouest du pays, est l'un des 24 oblasts d'Ukraine. Son territoire s'étend sur 12 777 km2, soit l'un des plus petits du pays, avec 2,1 % de la superficie nationale. Elle est limitée au nord-est par l'oblast de Lviv et l'oblast d'Ivano-Frankivsk, au sud par la Roumanie, au sud-ouest par la Hongrie, à l'ouest par la Slovaquie et au nord par la Pologne. La frontière nationale de l'Ukraine mesure 467,3 km dans la région avec ces quatre pays.
La région est à environ 80 % montagneuse, et elle possède le point culminant de l'Ukraine, le mont Hoverla avec ses 2 061 mètres d'altitude. La région se situe sur le versant sud-ouest des Carpates ukrainiennes, dans les Carpates orientales, ainsi qu'à la plaine de Transcarpatie, une partie de l'Alföld de la plaine de Pannonie. La partie montagneuse de la région est entrecoupée par de nombreuses vallées.
L'oblast correspond à la région historique de Ruthénie subcarpatique, appelée aussi Ukraine subcarpatique, Ukraine transcarpatique, Ruthénie subcarpatique, noms qui désignent un seul et même territoire, celui situé aujourd'hui en Ukraine occidentale, constituant l'une des 24 oblasts du pays, à la jonction des frontières ukrainienne, polonaise, slovaque, hongroise et roumaine.

Paysages de la Transcarpatie :
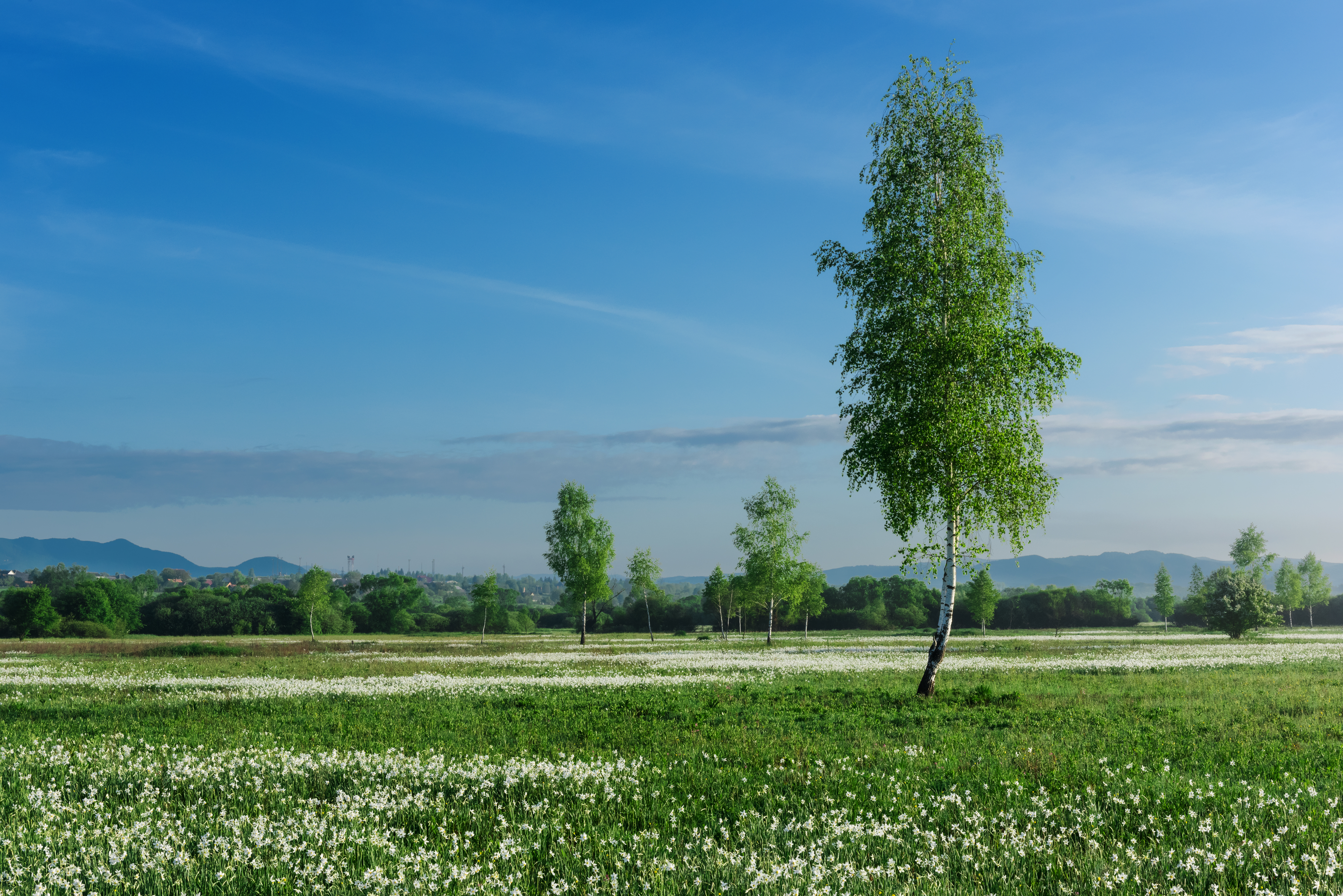
Vallée des narcisses
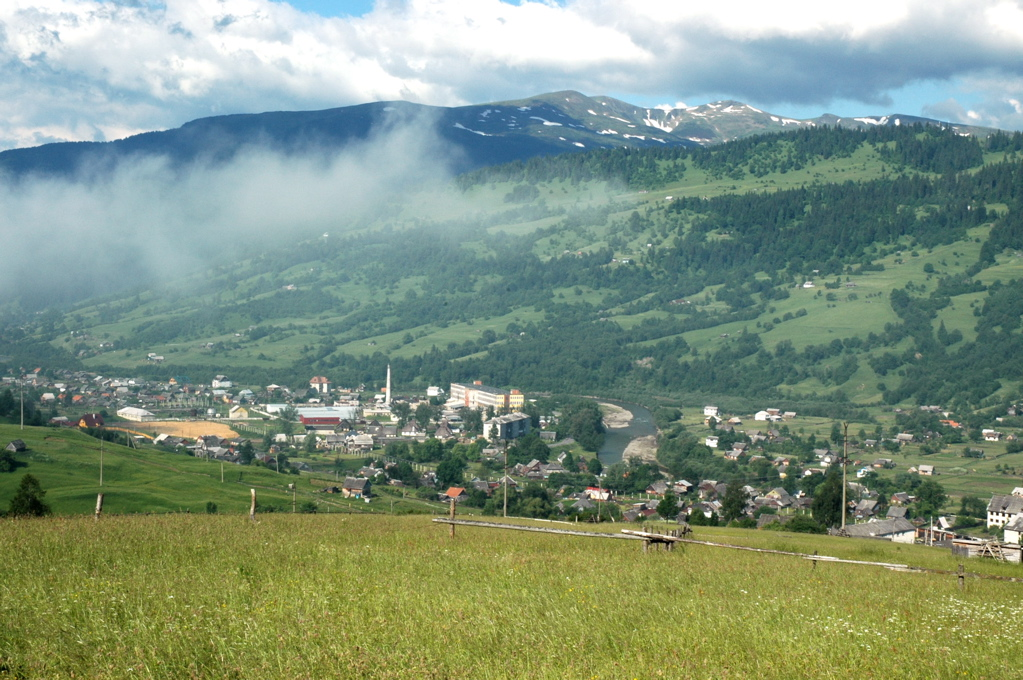
Iassinia.
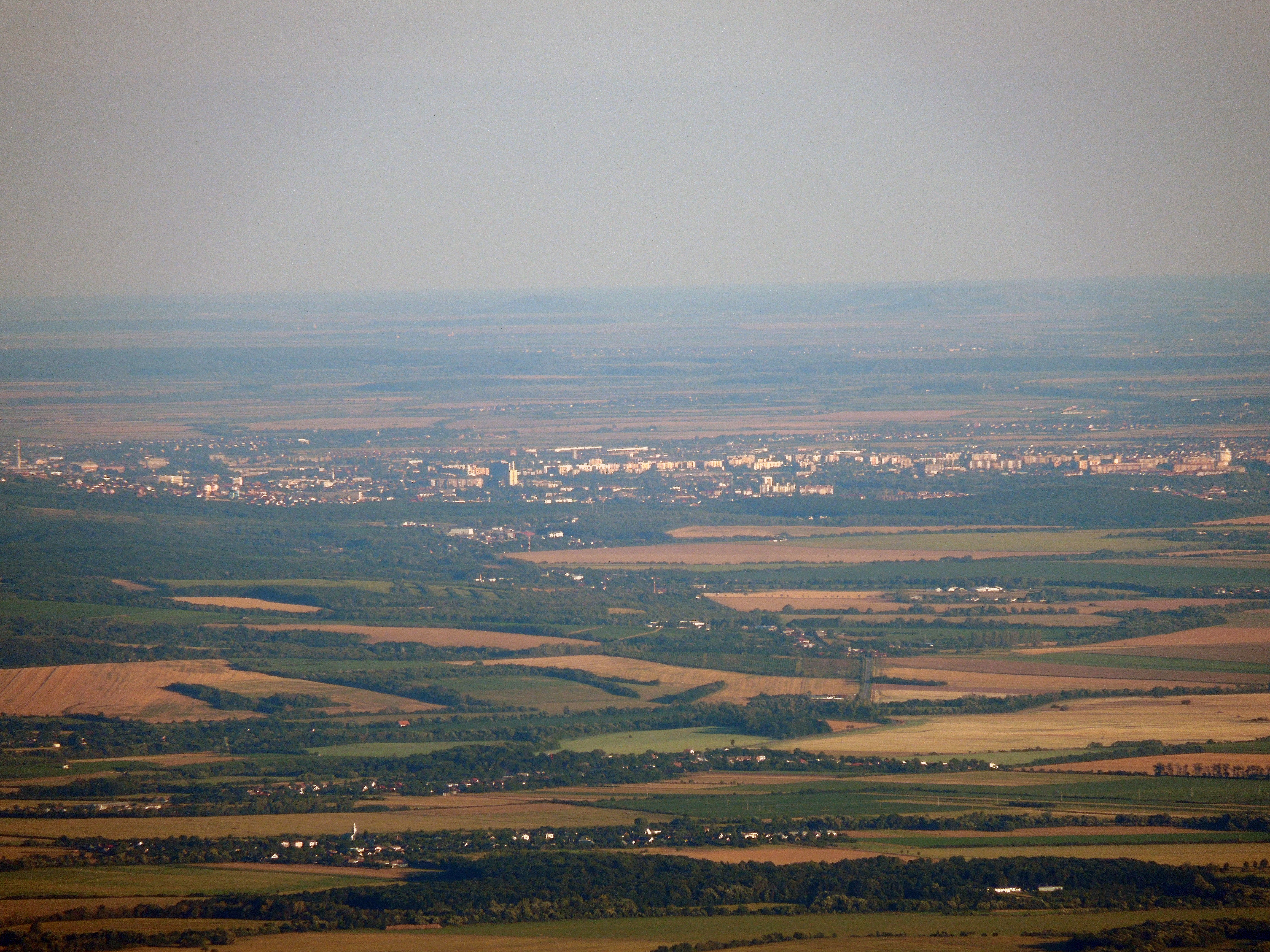
Plaine de Transcarpatie et Oujhorod.
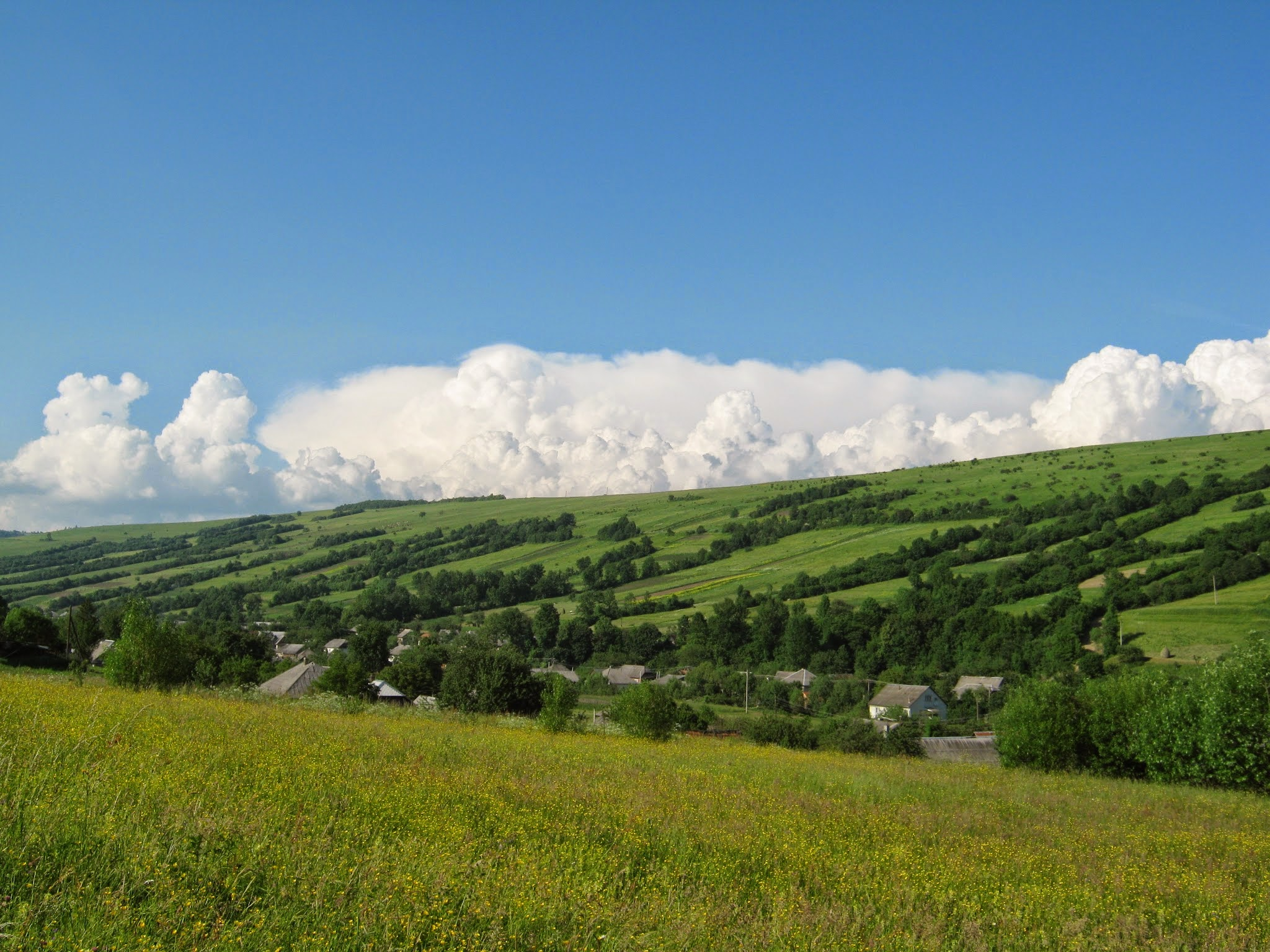
Nyjni Vorota.

### Hydrographie
L'oblast appartient au bassin de la rivière Tisza, plus grande rivière de la région et l'un des plus grands affluents du Danube. Toutes les rivières de l'oblast prennent leur source dans les montagnes des Carpates, et coulent vers le sud-ouest et sud. Certains cours d'eau proviennent des territoires adjacents de Roumanie, Hongrie et de Slovaquie. La région compte 9 426 cours d'eau, d'une longueur totale de 19 723 km. Parmi elles, il y a 155 rivières qui mesurent plus de 10 km, avec une longueur totale de 3 430 km. Les rivières les plus longues sont la Tisza, la Borjava, la Latoritsa et l'Ouj, chacune mesurant plus de 100 km de long.
La Transcarpatie possède peu de lacs, et la plupart sont de petits lacs de montagne. Le plus grand lac est le lac Synevyr avec une superficie d'environ 7 hectares et une profondeur moyenne de 15 m.

### Climat
Le climat de Transcarpatie est modérément continental avec une humidité importante. Le printemps est instable, les étés sont peu chauds, les automnes sont relativement chauds et les hivers doux. La température mensuelle moyenne en janvier dans les montagnes est de −7,8 °C, tandis que dans les plaine elle n'est que de −3,1 °C.en été elle est de 11 à 14 °C dans les montagnes et de 20–21 °C en plaine. Les précipitations annuelles moyennes dans la plaine sont de 600 à 800 mm et 1 000 à 1 500 mm dans les montagnes.

### Géologie
La région est riche en divers minéraux, avec environ 220 gisements qui ont été explorés. La région possède des métaux comme l'argent, l'or et le mercure mais aussi de la bentonite, de la dolomite, du zéolite, du plomb entre autres. La formation de ces minéraux est associée au développement des Carpates.

## Sémantique et limites
Le nom de Ruthénie est parfois utilisé pour nommer la Rus' de Kiev — dont il tire son origine, via le latin Ruthenia. Il est également utilisé pour désigner les régions limitrophes de cette oblast, peuplées par des populations qui parlent ruthène dans sa variante carpato-rusyne (notamment en Galicie et Slovaquie), appelées Rusyns (Ruthènes). C'est pourquoi, lorsqu'on parle de la région située au Sud-Ouest de la ligne de crête des Carpates, on précise « Ruthénie subcarpatique » (vue de Hongrie), « Ruthénie transcarpatique » (vue de Galicie) et, plus rarement, « Transcarpatie » ou « Carpato-Ukraine ». En allemand on trouve aussi le nom de Karpaten Russland : la « Russie des Carpates ». Au Nord-Ouest, les limites historiques de cette région ne sont pas fixées et se trouvent en Slovaquie orientale ; au Sud-Est elles traversent l'ancienne Marmatie le long de la rivière Tisza. Aujourd'hui, la limite Nord-Ouest correspond à la frontière entre la Slovaquie et l'Ukraine.

## Histoire
La Ruthénie a appartenu pendant des siècles au royaume de Hongrie, puis à la partie hongroise de l'Autriche-Hongrie. En 1646, 63 prêtres orthodoxes de Ruthénie, en signant l'Union d'Oujhorod décident de se placer dans la juridiction de l'Église de Rome. Les habitants de l'oblast sont depuis lors majoritairement rattachés à l'éparchie de Mukačeve de l'Église grecque-catholique ruthène.
Au XXe siècle, à l'issue de la Première Guerre mondiale qui voit l'Autriche-Hongrie se disloquer, la Ruthénie tente de s'émanciper en janvier 1919, mais est envahie en juin par les troupes hongroises de Béla Kun, avant de rejoindre en juillet la Tchécoslovaquie. Le traité de Trianon signé le 4 juin 1920 accorde à la Tchécoslovaquie le Comitat de Ung, les deux tiers du comitat de Máramaros, les trois quarts du comitat d'Ugocsa et la plus grande parte du comitat de Bereg. Lors du démembrement de celle-ci à la suite des accords de Munich, la Ruthénie est annexée en deux étapes en 1938 puis en 1939 par la Hongrie de l'amiral Horthy, non sans avoir tenté une seconde fois de s'émanciper le 15 mars 1939 en mommant Augustin Volochyne comme président. Rendue peu avant la fin de la Seconde Guerre mondiale à la Tchécoslovaquie, elle est aussitôt annexée par l'Union soviétique et attribuée en 1945 à l'Ukraine soviétique devenue indépendante en 1991.
Les Ruthènes et Houtsoules ne sont pas reconnus en tant que tels, mais uniquement en tant qu'Ukrainiens par le pouvoir soviétique, et, à sa suite, ukrainien. Malgré les revendications des autonomistes locaux, l'autonomie promise en 1991 n'a pas été accordée. Les Ruthènes sont aujourd'hui pour la plupart ukrainisés — l'ukrainisation a été ordonnée par Staline en 1946 — et certains ne se définissent plus comme Ruthènes, mais comme Ukrainiens.
Lors de l’élection présidentielle ukrainienne de 2004, cette oblast a donné la majorité aux trois tours au candidat pro-européen et nationaliste ukrainien Viktor Iouchtchenko, mais les résultats en faveur du candidat pro-russe Viktor Ianoukovytch étaient tout de même élevés, ce qu'un analyste explique ainsi : « Cette région tournée vers la Hongrie abrite une minorité magyare substantielle auprès de laquelle la posture antinationaliste du candidat au pouvoir » [Ianoukovytch] « aura probablement trouvé un écho assez fort ».
Le nouveau drapeau de l'oblast a été adopté le 27 février 2009.

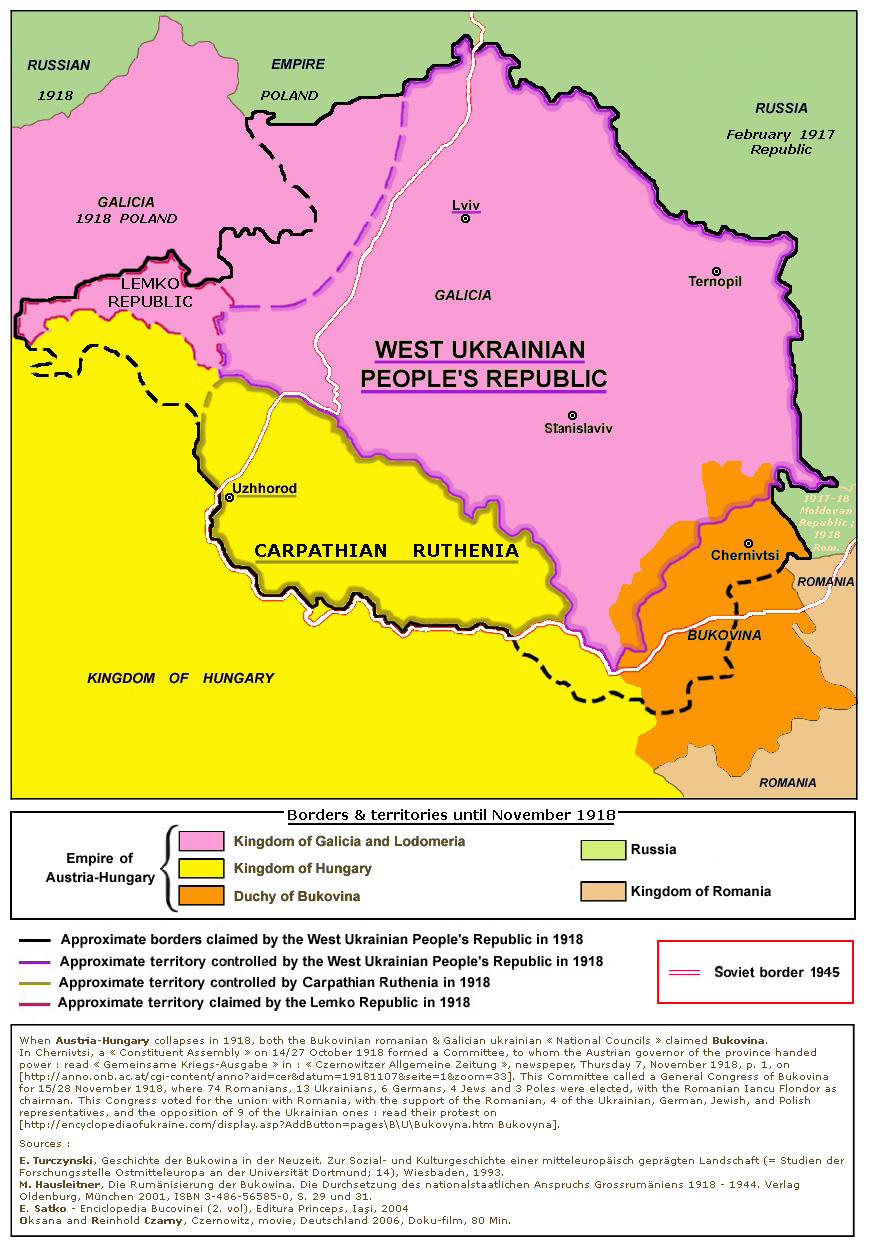
Frontières en 1918, fonction des revendications territoriales autour de la république populaire d'Ukraine occidentale (1918 - 1921). La Transcarpatie est prise au royaume de Hongrie.
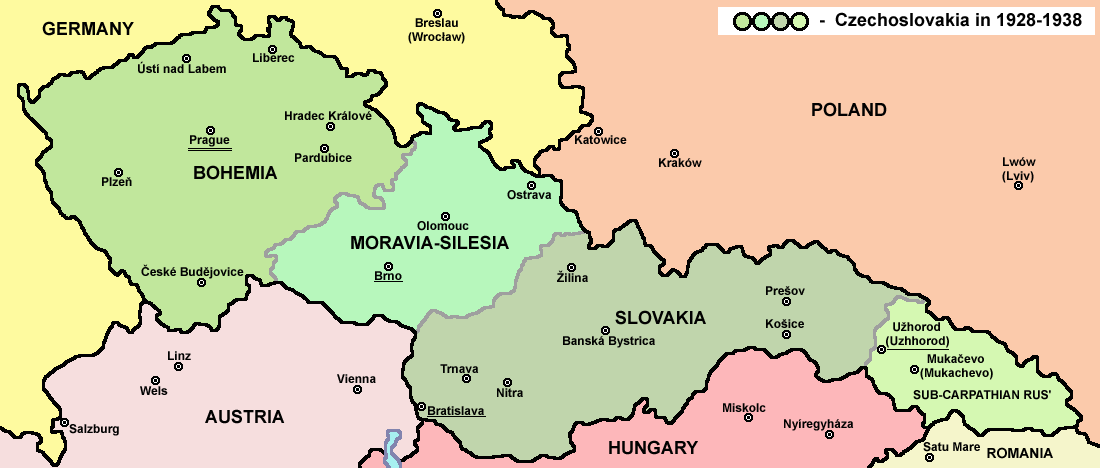
Frontières de la Tchécoslovaquie, incluant la Transcarpatie (1928 - 1938)
Frontières de la Ruthénie subcarpathique, incluant la Transcarpatie, en 1938.

## Politique et administration
En 2022, l'oblast de Transcarpatie est composée de 6 raïons, 5 villes d'importance régionale et 64 communautés territoriales.
L'administration locale de l'oblast de Zakarpattia est contrôlée par le conseil de l'oblast de Zakarpattia (rada).
Le gouverneur de l'oblast (depuis juillet 2015 Hennadiy Moskal) est nommé par le président de l'Ukraine.

## Population

### Démographie
Recensements (*) ou estimations de la population :
| 1959*   | 1970*     | 1979*     | 1989*     | 2001*     |
| ------- | --------- | --------- | --------- | --------- |
| 920 173 | 1 056 799 | 1 154 417 | 1 252 288 | 1 258 264 |

| 2009      | 2010      | 2011      | 2012      | 2013      |
| --------- | --------- | --------- | --------- | --------- |
| 1 243 363 | 1 244 828 | 1 247 350 | 1 250 759 | 1 254 393 |

| 2014      | 2015      | 2021      | - | - |
| --------- | --------- | --------- | - | - |
| 1 256 850 | 1 259 570 | 1 250 129 | - | - |

### Indice de fécondité et nombre de naissances
| Année | Population | Naissances annuelles | Décès annuels | Solde naturel annuel | Taux de natalité (‰) | Taux de mortalité (‰) | Solde naturel (‰) | Indice de fécondité |
| ----- | ---------- | -------------------- | ------------- | -------------------- | -------------------- | --------------------- | ----------------- | ------------------- |
| 1990  | 1 258 100  | 21 251               | 11 718        | 9 533                | 16,8                 | 9,3                   | 7,5               | 2,24                |
| 1991  | 1 265 900  | 21 059               | 12 880        | 8 179                | 16,6                 | 10,2                  | 6,4               | 2,22                |
| 1992  | 1 271 600  | 20 559               | 13 131        | 7 428                | 16,1                 | 10,3                  | 5,8               | 2,16                |
| 1993  | 1 281 400  | 19 264               | 13 675        | 5 589                | 15,0                 | 10,6                  | 4,4               | 2,02                |
| 1994  | 1 286 700  | 17 725               | 14 023        | 3 702                | 13,8                 | 10,9                  | 2,9               | 1,85                |
| 1995  | 1 288 100  | 17 320               | 15 015        | 2 305                | 13,5                 | 11,7                  | 1,8               | 1,81                |
| 1996  | 1 284 700  | 16 473               | 14 230        | 2 243                | 12,8                 | 11,1                  | 1,7               | 1,72                |
| 1997  | 1 280 200  | 15 708               | 13 870        | 1 838                | 12,3                 | 10,9                  | 1,4               | 1,64                |
| 1998  | 1 276 000  | 15 217               | 13 762        | 1 455                | 12,0                 | 10,8                  | 1,2               | 1,58                |
| 1999  | 1 270 600  | 13 894               | 14 358        | -464                 | 11,0                 | 11,3                  | -0,3              | 1,45                |
| 2000  | 1 263 900  | 14 481               | 13 984        | 497                  | 11,5                 | 11,1                  | 0,4               | 1,50                |
| 2001  | 1 261 300  | 13 699               | 14 262        | -563                 | 10,9                 | 11,3                  | -0,4              | 1,42                |
| 2002  | 1 258 264  | 14 207               | 14 969        | -762                 | 11,3                 | 11,9                  | -0,6              | 1,42                |
| 2003  | 1 253 877  | 14 747               | 14 965        | -218                 | 11,8                 | 11,9                  | -0,1              | 1,49                |
| 2004  | 1 251 117  | 15 472               | 15 518        | -46                  | 12,4                 | 12,4                  | 0                 | 1,54                |
| 2005  | 1 248 486  | 15 750               | 16 456        | -706                 | 12,6                 | 13,2                  | -0,6              | 1,58                |
| 2006  | 1 245 447  | 16 530               | 15 899        | 631                  | 13,3                 | 12,8                  | -0,5              | 1,63                |
| 2007  | 1 243 826  | 16 833               | 16 488        | 345                  | 13,5                 | 13,3                  | 0,2               | 1,67                |
| 2008  | 1 242 606  | 18 292               | 16 155        | 2 137                | 14,7                 | 13,0                  | 1,7               | 1,76                |
| 2009  | 1 243 363  | 18 219               | 15 587        | 2 632                | 14,6                 | 12,5                  | 2,1               | 1,83                |
| 2010  | 1 244 828  | 18 301               | 14 947        | 3 354                | 14,7                 | 12,0                  | 2,7               | 1,83                |
| 2011  | 1 247 350  | 18 460               | 14 588        | 3 872                | 14,8                 | 11,7                  | 3,1               | 1,87                |
| 2012  | 1 250 759  | 18 968               | 14 813        | 4 155                | 15,1                 | 11,8                  | 3,3               | 1,95                |
| 2013  | 1 254 393  | 18 491               | 14 801        | 3 690                | 14,7                 | 11,8                  | 2,9               | 1,93                |
| 2014  | 1 256 850  | 18 377               | 14 808        | 3 569                | 14,6                 | 11,8                  | 2,8               | 1,94                |
| 2015  | 1 259 570  | 16 788               | 15 549        | 1 239                | 13,3                 | 12,3                  | 1,0               | 1,82                |
| 2016  | 1 259 158  | 16 000               | 15 399        | 601                  | 12,7                 | 12,2                  | 0,5               | 1,77                |
| 2017  | 1 258 777  | 14 552               | 15 077        | -525                 | 11,6                 | 12,0                  | -0,4              | 1,64                |
| 2018  | 1 258 155  | 13 883               | 15 320        | -1 437               | 11,0                 | 12,2                  | -1,2              | 1,60                |

### Structure par âge
Structure par âge et par sexe de la population en 2019 : 
0-14 ans : 20,0 %  (128 837 hommes et 121 495 femmes)
15-64 ans : 68,2 %  (420 988 hommes et 434 626 femmes)
65 ans et plus : 11,8 %  (53 228 hommes et 94 975 femmes)

### Âge médian
total: 36,4 ans 
homme: 34,6 ans 
femme: 38,3 ans  (2019 officiel)

### Nationalités
Selon les résultats du recensement ukrainien de 2001, les principales nationalités de l'oblast de Transcarpatie étaient les suivantes :
- Ukrainiens : 80,5 %
- Hongrois : 12,1 %
- Roumanophones : 2,6 %
- Russes : 2,5 %
- Roms : 1,1 %
- Slovaques : 0,5 %
- Allemands : 0,3 %

Les autres nationalités représentent moins de 0,4 % de la population de l'oblast.

### Culture
Le Palais de Gabriel-Bethlen (palais musée du vin de Gabriel-Bethlen).

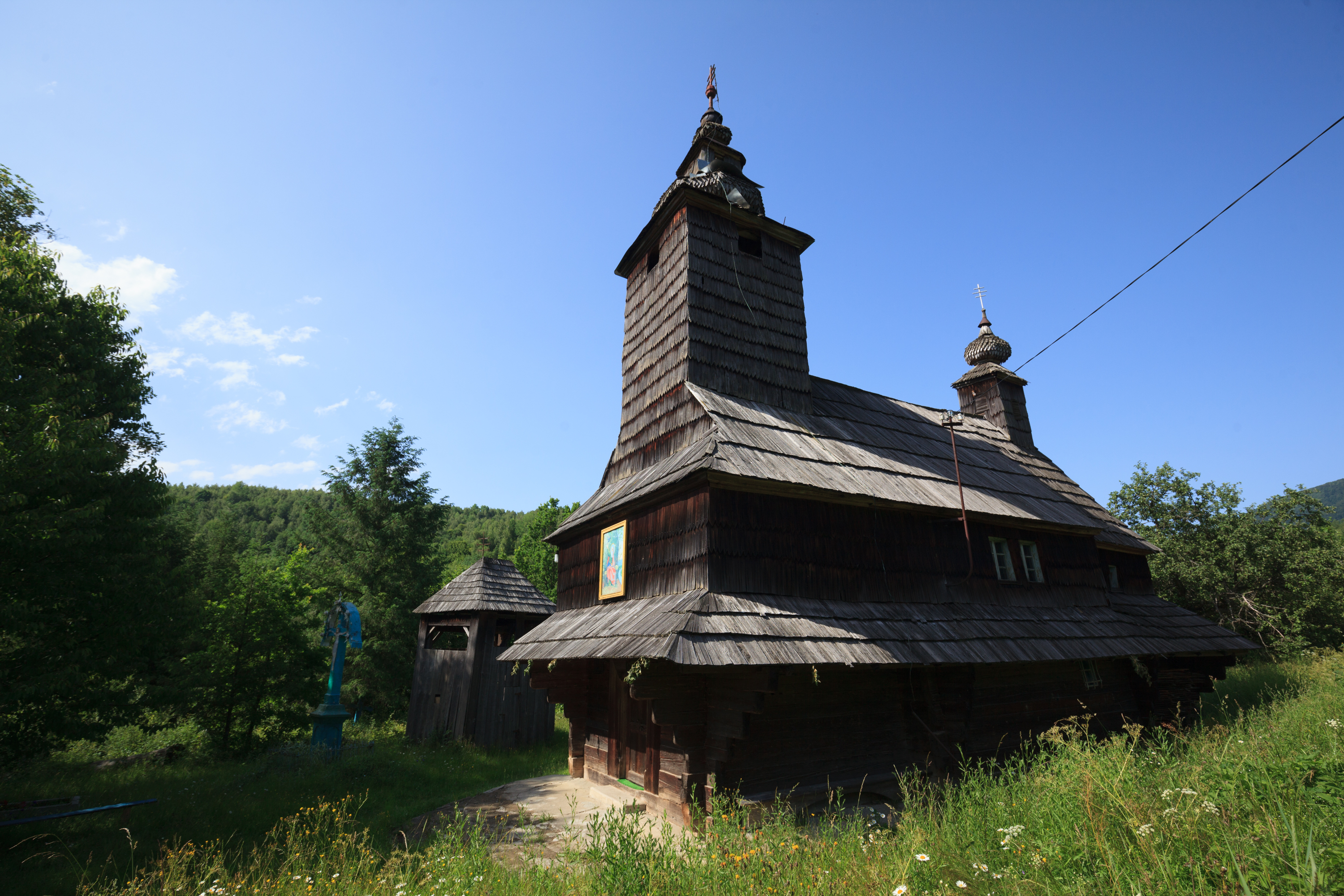
Église Sainte-Anne de Boukivtsovo.
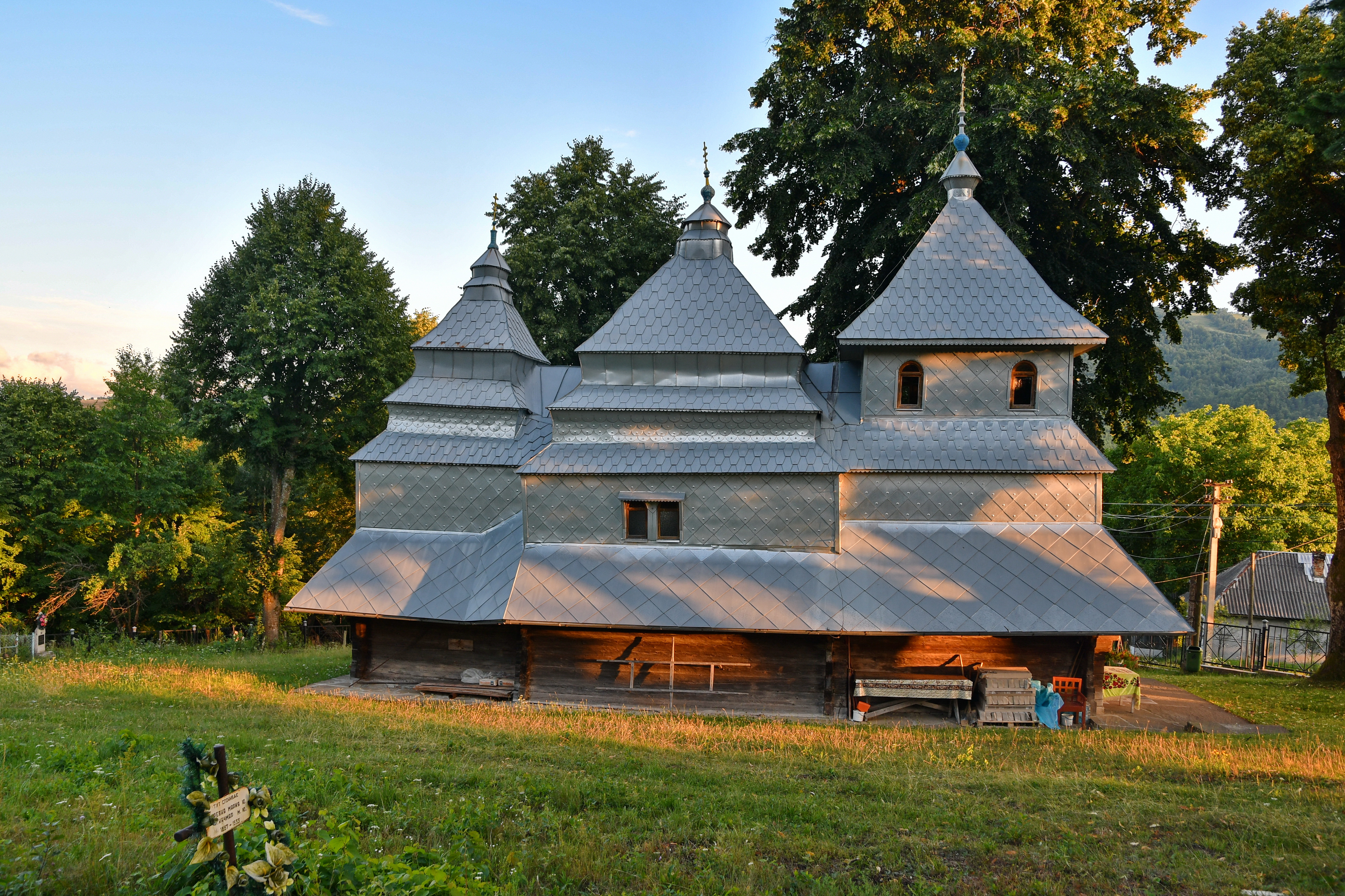
Église Saint-Michel de Vichka en bois.
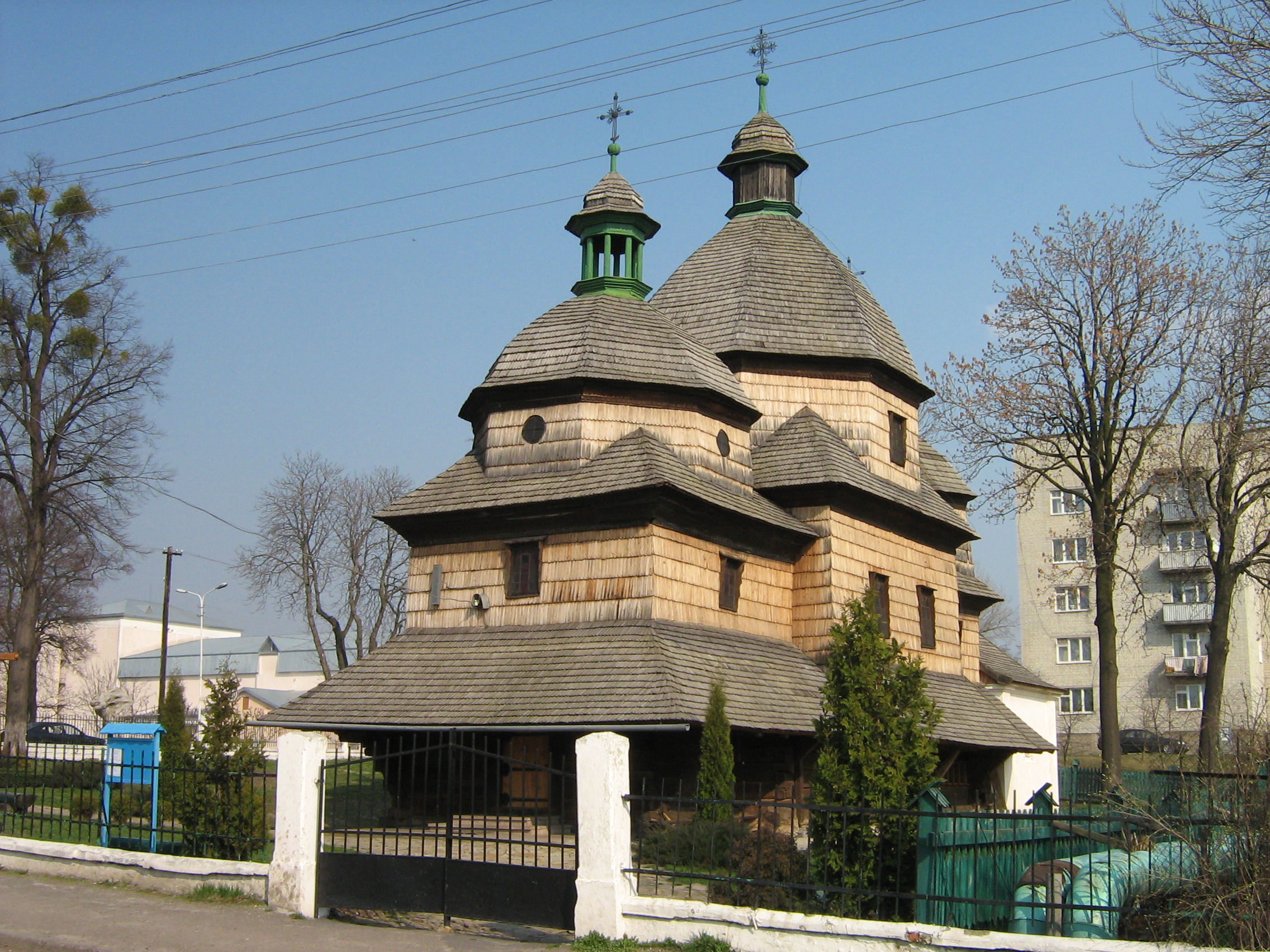
Église de la Sainte-Trinité de Jovkva de style Boykos.

### Villes
Les principales villes de l'oblast sont :
- Oujhorod : 116 423 habitants en 2011
- Moukatchevo : 84 163
- Khoust : 28 438
- Vynohradiv : 25 481
- Berehove : 24 580
- Iassinia : 8 500

## Environnement

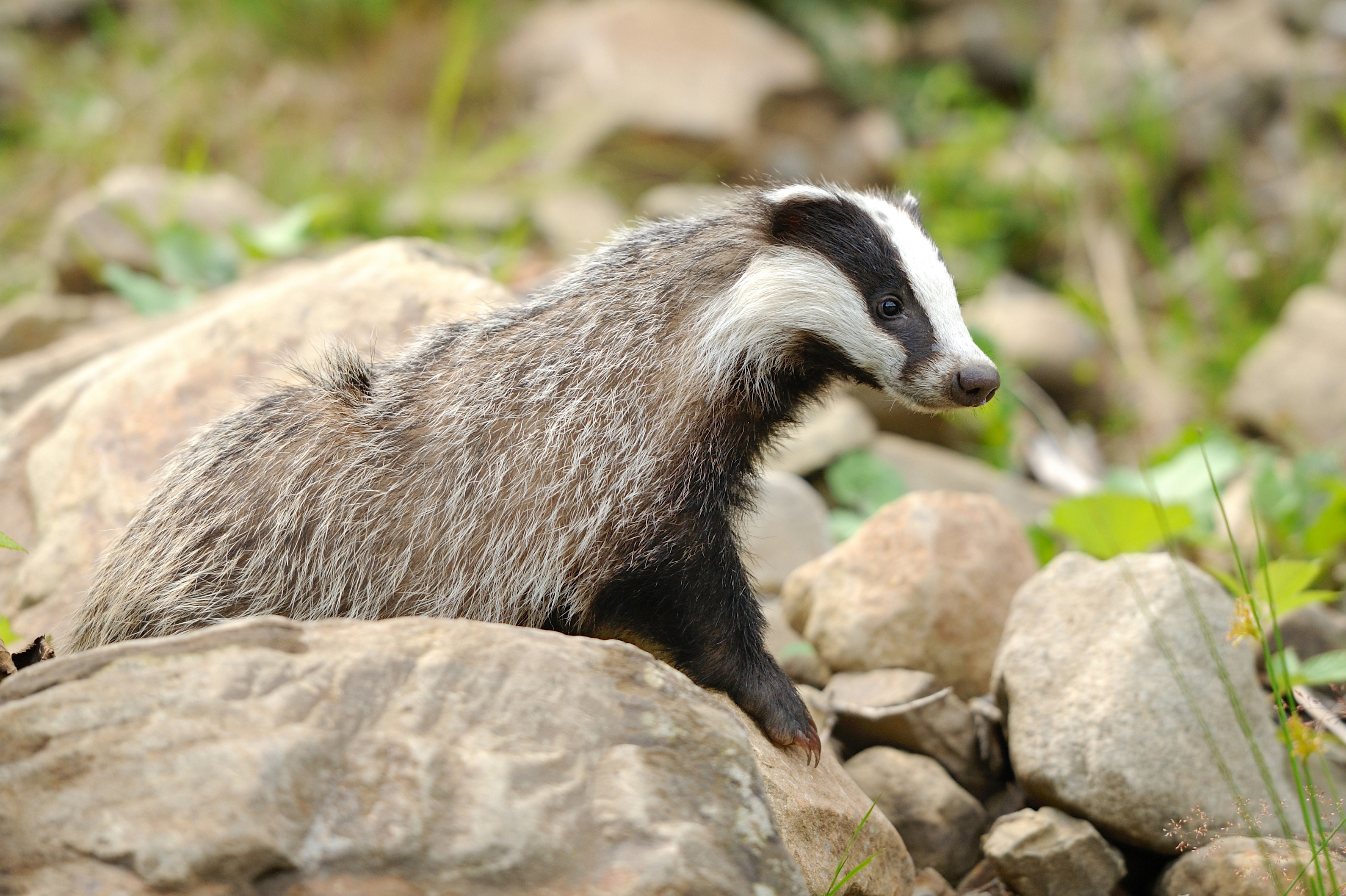
Blaireau européen dans l'oblast.

La flore de la Transcarpatie est riche, avec la moitié des espèces végétales d'Ukraine se trouvant dans la région. Cette flore est caractéristique des Carpates pour la partie montagneuse et pour la plaine de Transcarpartie des plaines d'Europe centrale. En 2022, l'oblast recense 9 149 espèces végétales, qui se répartissent entre 6 000 espèces d'algues, 2 027 espèces de plantes supérieures, 860 espèces de lichens et 262 espèces de champignons. Le nombre d'espèces de la région protégées dans le Livre rouge d'Ukraine en 2022 s'élevait à 263, avec 214 plantes supérieures, 23 lichens, 19 champignons et 7 algues.
La couverture forestière de la région est importante, représentant 52 % du territoire, alors que ce chiffre était de 42 % en 1946.

## Économie
Le salaire nominal moyen d'un employé à temps plein en décembre 2021 s'élevait à de 15 776 hryvnias, soit 2,4 fois plus élevé que le salaire minimum d'alors (6 500 UAH).

## Galerie

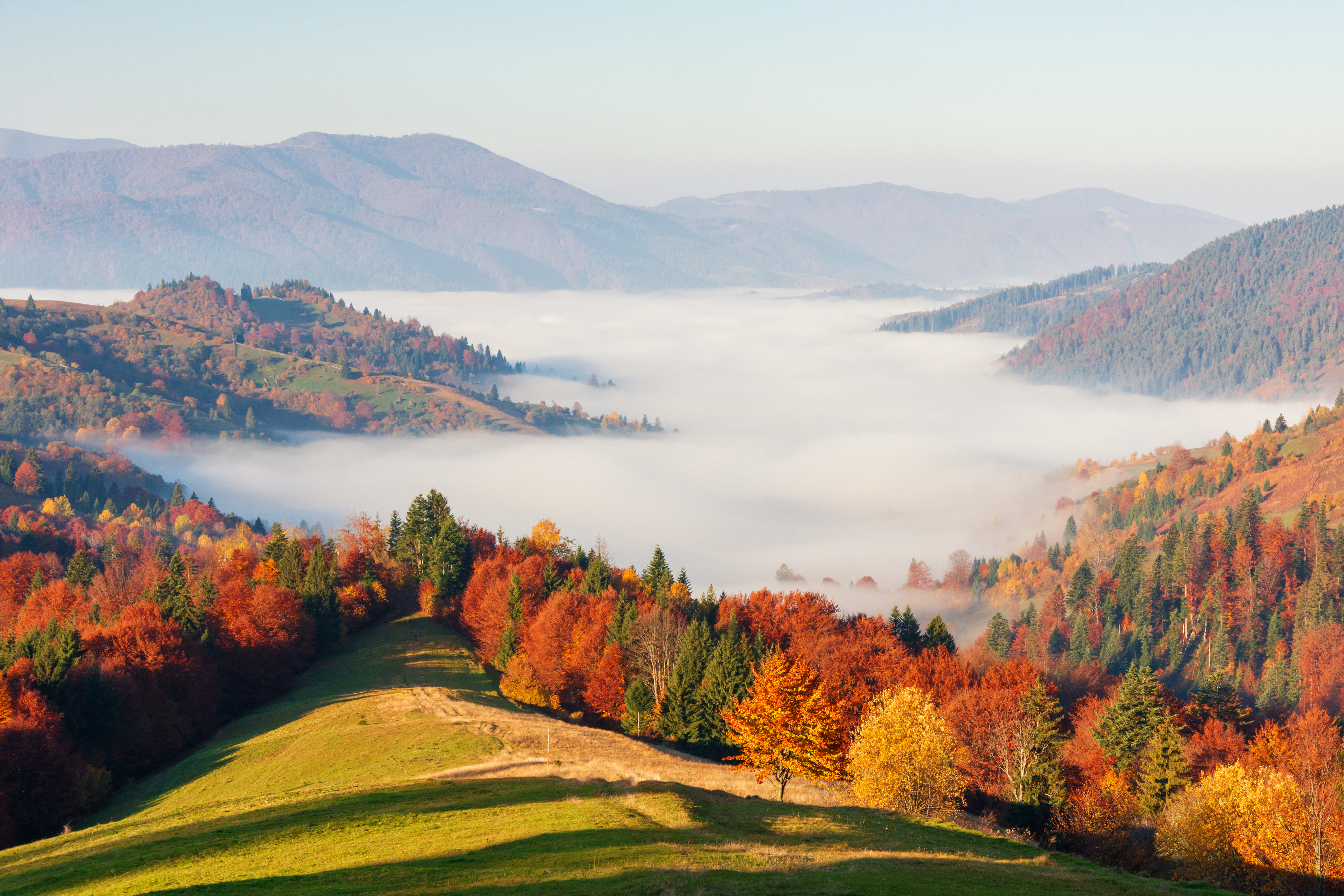
Le parc national du Synevyr, dans l'oblast en octobre 2017.
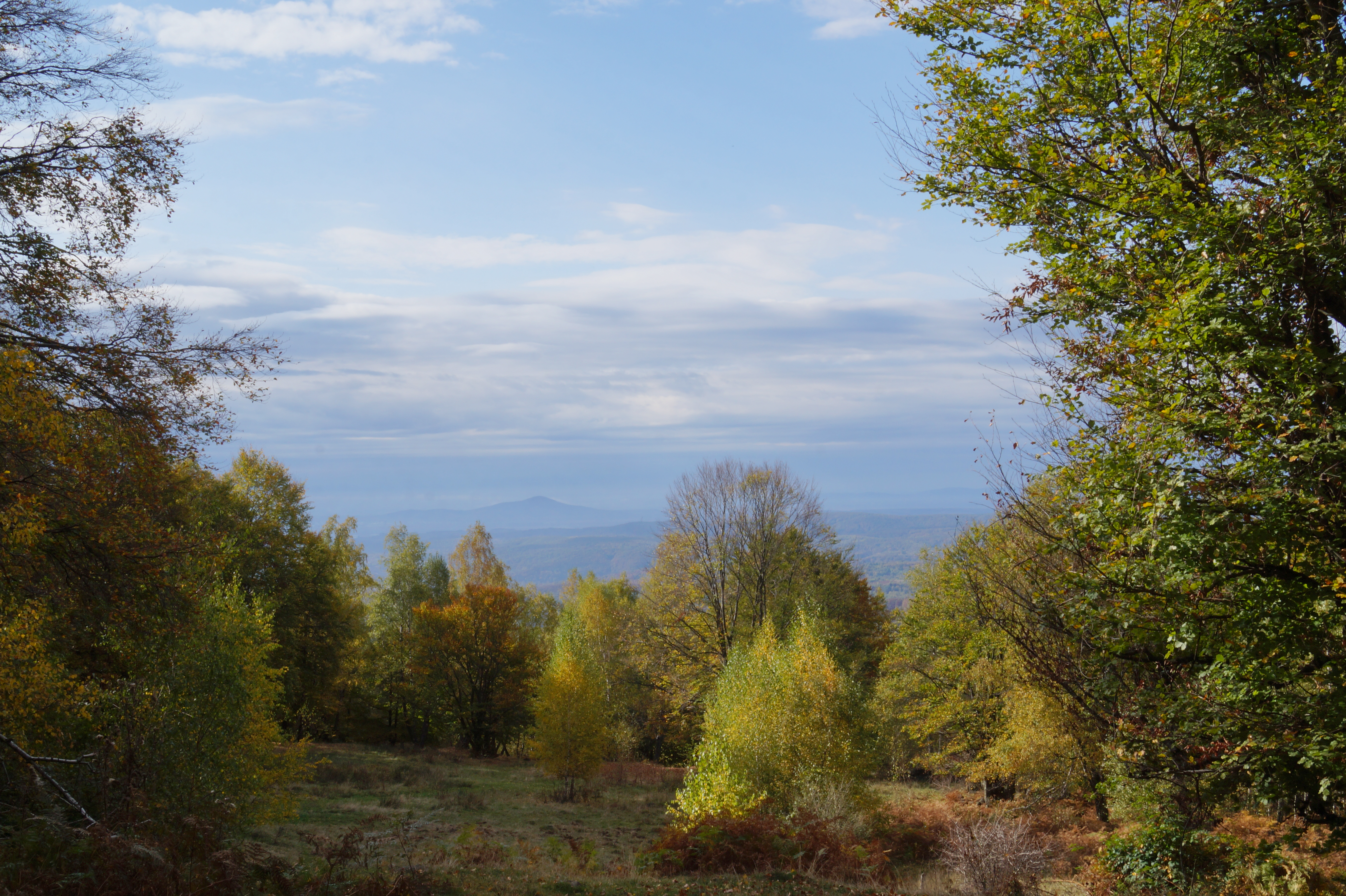
Le parc national naturel de Zatcharovany Krai.
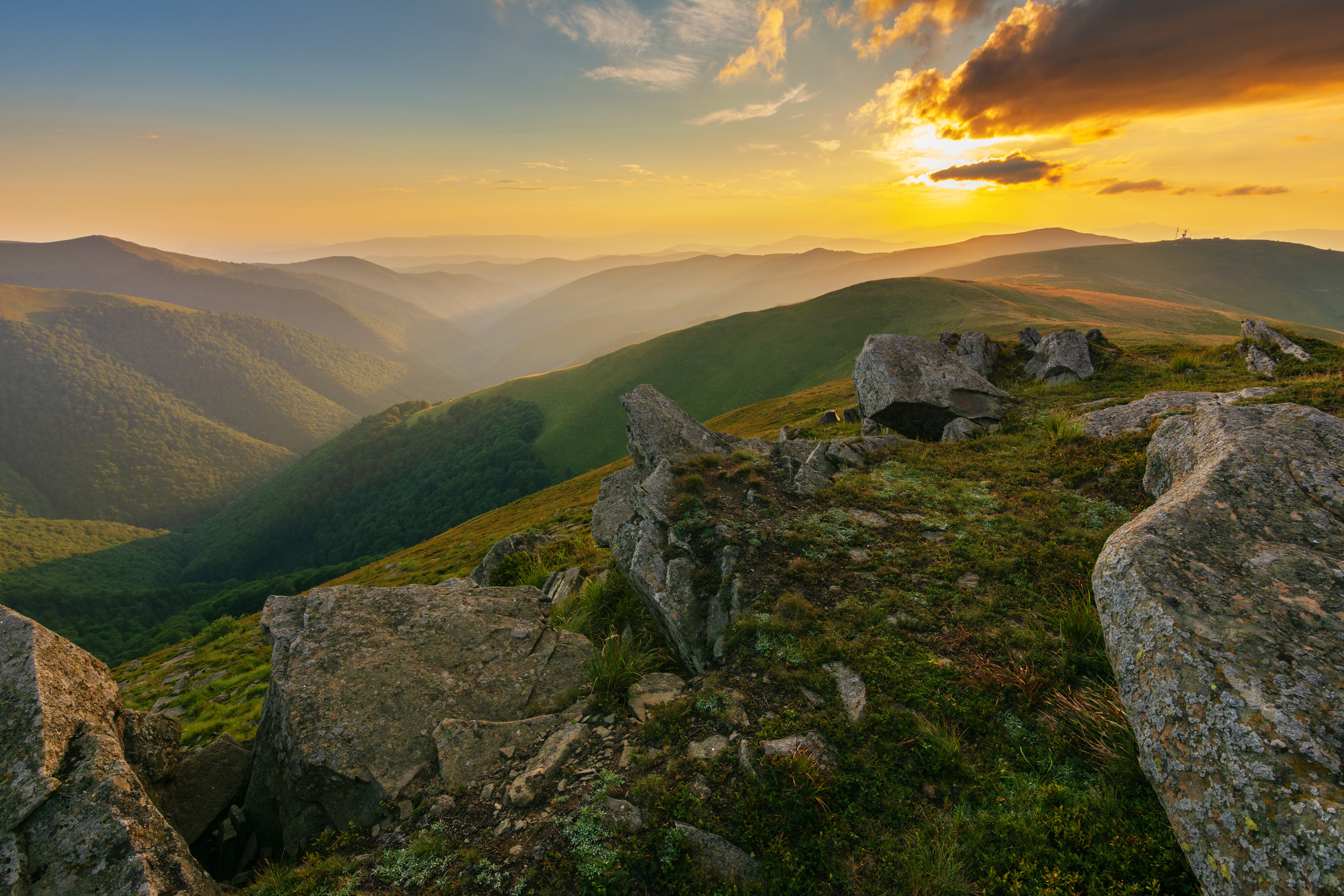
La réserve Rossichnyï dans l'oblast de Transcarpatie, en juillet 2016.

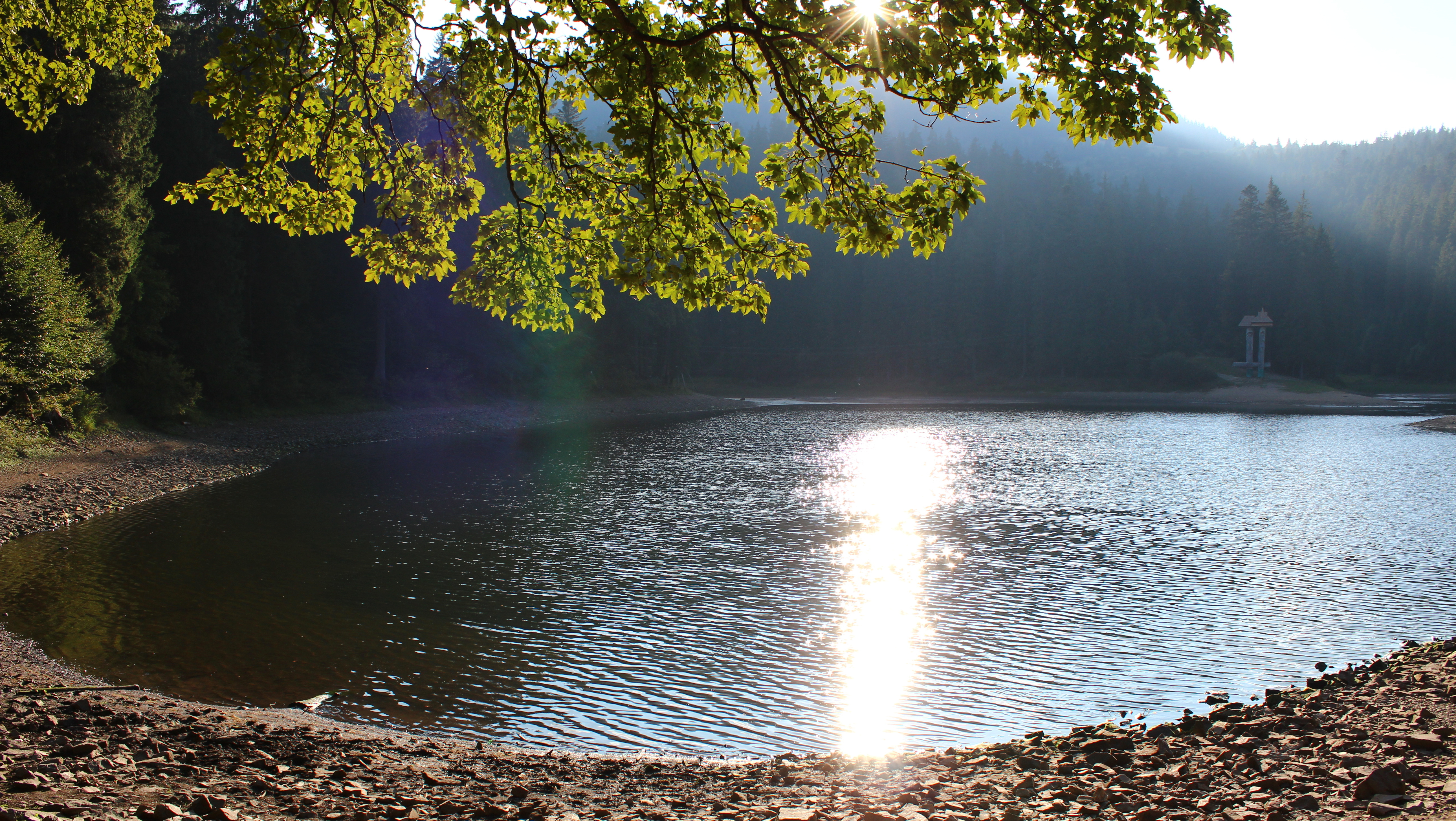
Lac Synevyr.
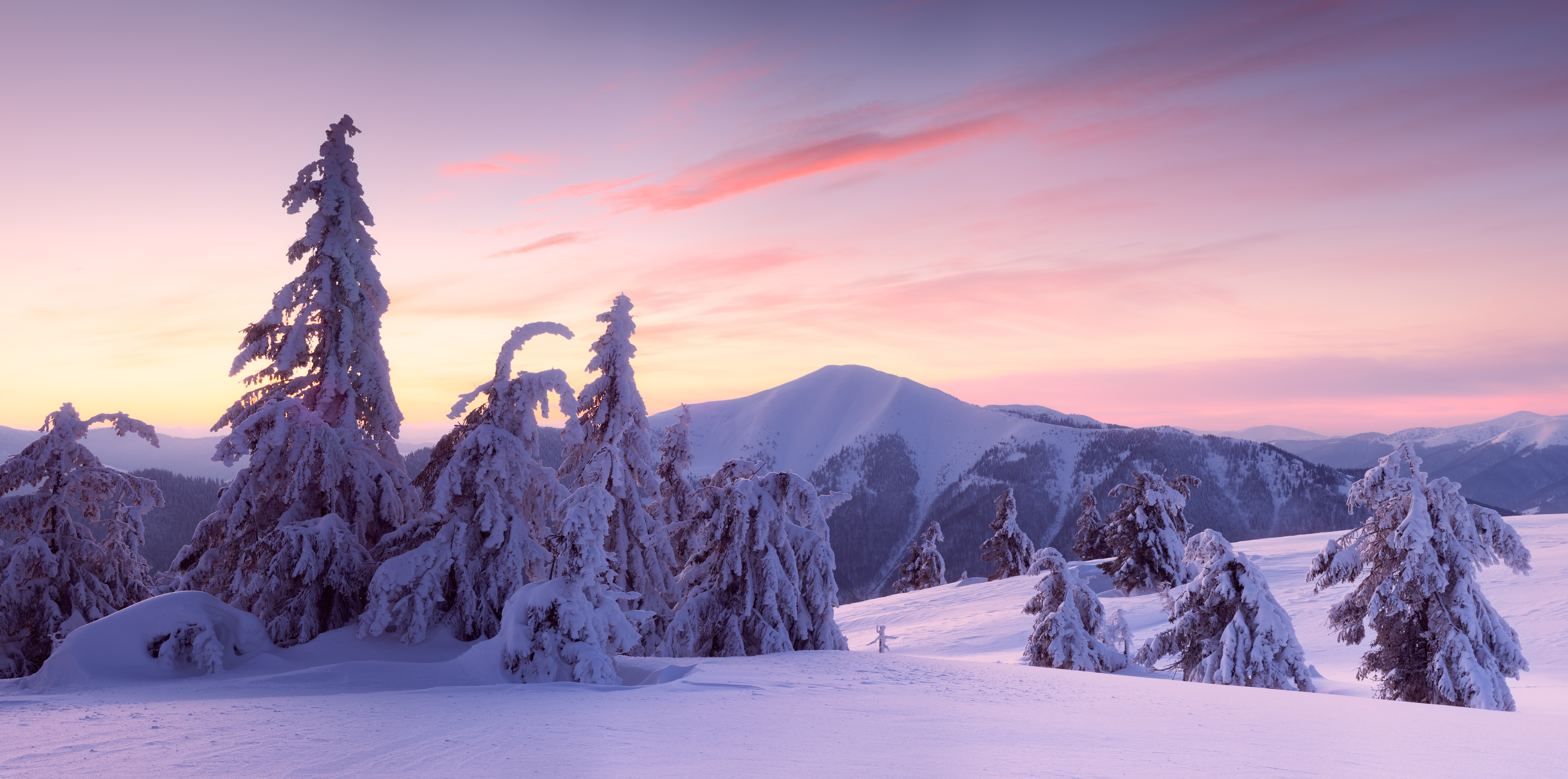
Dans les montagnes de Strymba, dans les Carpates.

## Pour approfondir